# 勅使
勅使（ちょくし、旧字体：敕使󠄁）とは、勅旨を伝えるために天皇が派遣（差遣）する使者のこと。
太上天皇（光格上皇以前の上皇）の使者は院使（いんし）、上皇（天皇の退位等に関する皇室典範特例法に基づく明仁の退位後の身位）の使者は上皇使（じょうこうし）、皇后の使者は皇后宮使（こうごうぐうし）、中宮の使者は中宮使（ちゅうぐうし）、皇太后の使者は皇太后宮使（こうたいごうぐうし）、上皇后の使者は上皇后宮使（じょうこうごうぐうし）、女院の使者は女院使（にょいんし）と呼ばれる。

## 概説

### 概要
勅使は天皇の命を伝える使者のことで、特に伊勢神宮やその他の諸大社に遣わされる祭使（奉幣使）を称した。毎年決まった時期に奉幣のために派遣される勅使を例幣使といい、伊勢神宮には伊勢例幣使、日光東照宮には日光例幣使が遣わされた。また、伊勢神宮には国家の重大事に際して、三位および参議以上の公卿が差遣されることがあり、これを公卿勅使と称した。
主に鎌倉幕府成立以降、勅使は将軍宣下や勅令の伝達を主として担った。江戸幕府では勅使下向に際し、外様大名の中から勅使や院使の饗応役を任じてこれを接遇した。
勅使は天皇の代理としての資格を以って宣旨を伝達することから、勅使を迎える者が、たとえ官位において勅使よりも上位であったとしても、天皇への臣礼同様、敬意を払うこととされた。江戸時代に将軍宣下が江戸城内で行われるようになると、勅使は下座に坐し、将軍が上座に坐すという変則が常態化した。しかし、これも幕末になると尊王思想の浸透により、公武の権威が再び逆転、勅使が上座、将軍が下座に改められた。

### 勅使殿・勅使門
勅使を受け入れる施設や宿場、寺社には勅使専用の部屋や門を造り、現在でも勅使の間、勅使門として残されているところがある。勅使門は、勅願寺において勅使を送迎するための唐門で、門扉には菊花紋章が付く。通常は閉門しており、特別な行事の場合のみ開門する。

#### 具体例
大神神社の勅使殿、泉涌寺の勅使門などがある。

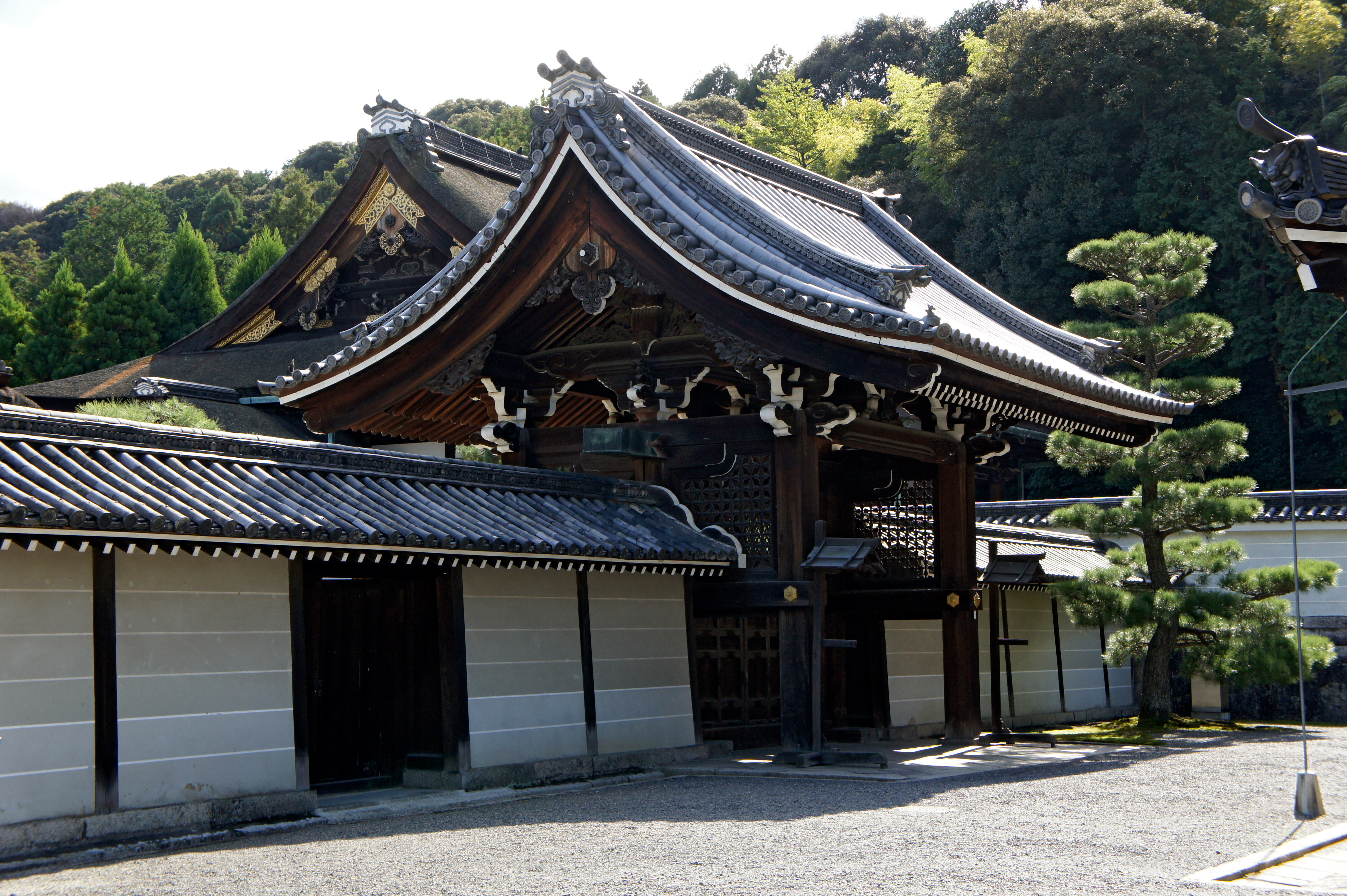
泉涌寺勅使門
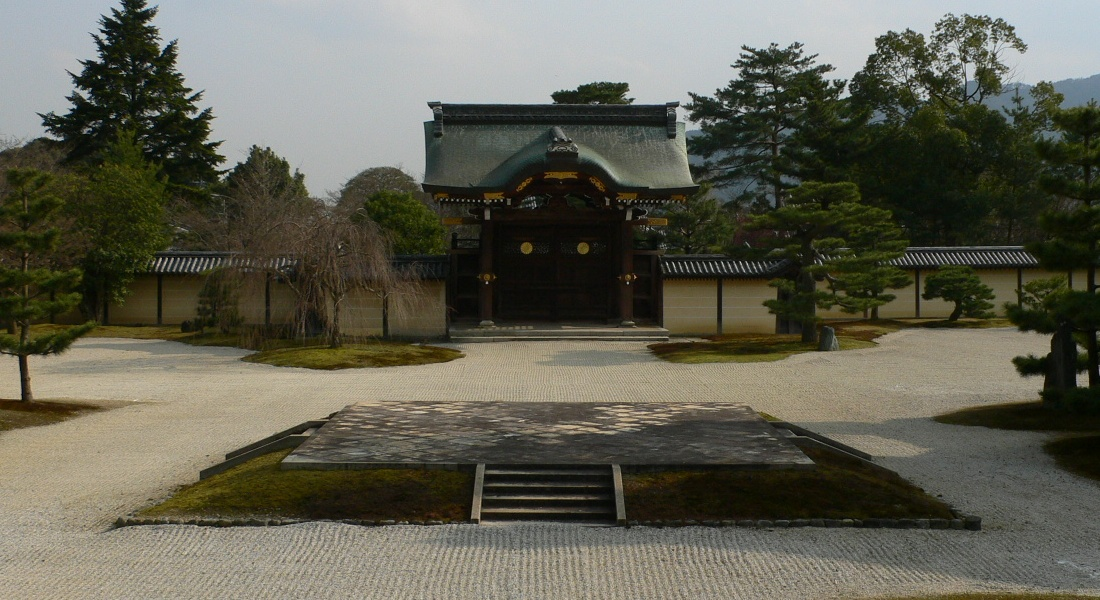
大覚寺勅使門
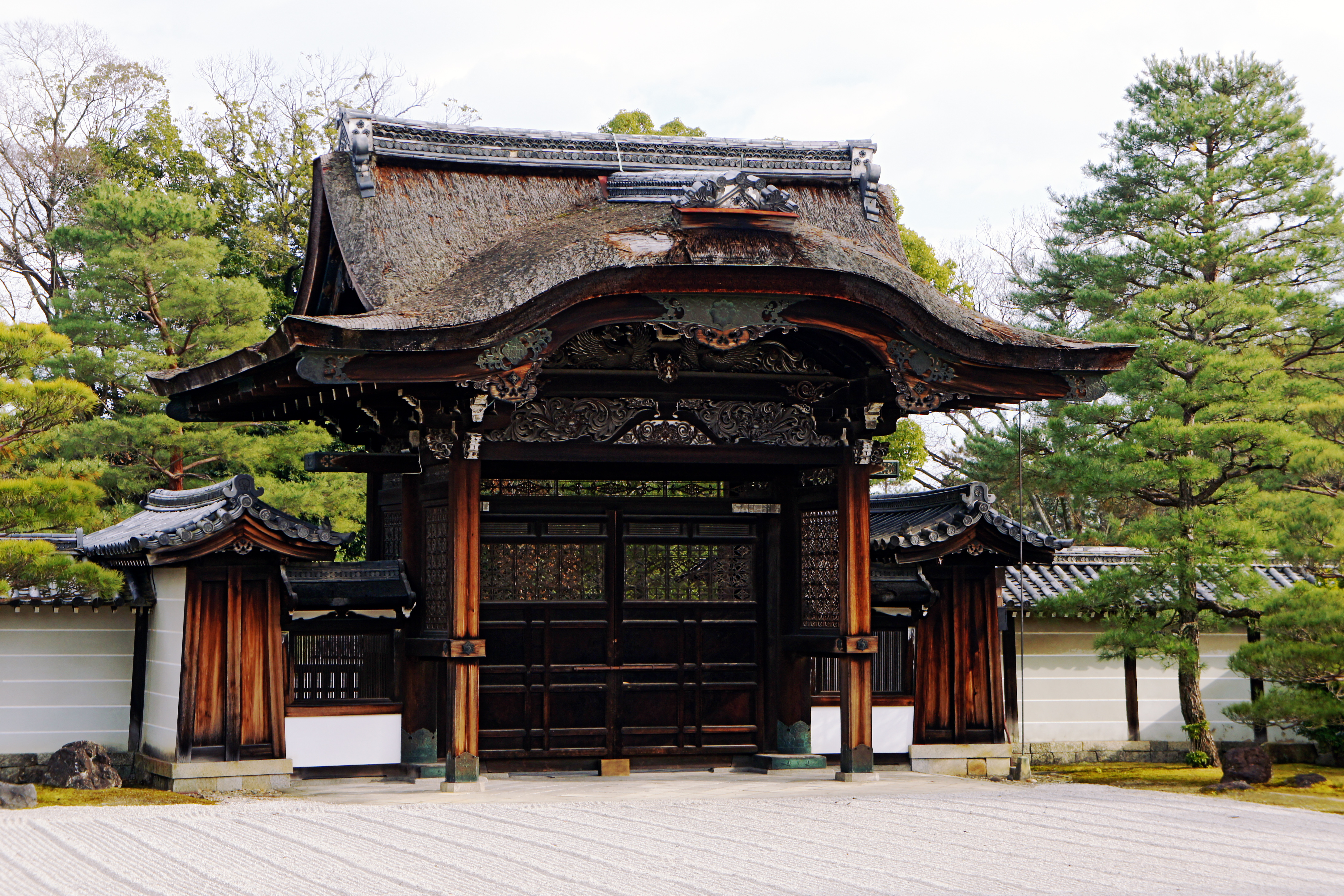
仁和寺勅使門

## 現在の勅使
現在は、毎年正月に東寺（教王護国寺）で執り行われる「後七日御修法（ごしちにちみしほ）」や、毎年4月4日より1週間執り行う延暦寺での「御修法大法（みしほたいほう）」、正倉院の「開封の儀」のほか、皇族男子が婚約した際、一般の結納にあたり、婚約相手の家で執り行われる「納采の儀」などに、モーニングコートにシルクハットで威儀を正した勅使が差遣される。
また、皇族が薨去した際、一般の葬儀にあたる「斂葬の儀」などの一連の儀式には、皇室の慣例により天皇、皇后は出御せず、勅使が差遣される。「国家に功労のあった者」の葬儀にも、祭粢料を下賜するために勅使が差遣される。
伊勢神宮や勅祭社、天皇陵には、衣冠束帯姿の勅使が天皇からの幣帛を携えて差遣される。明治維新直後の一時期は、洋装の大礼服を用いたが、その後は旧来の衣冠に戻されている。なお、靖国神社への天皇の親拝は、1975年（昭和50年）以来行われていないものの、現在も、毎年春秋の例大祭への勅使差遣は続けられ、御幣物（ごへいもつ）と呼ばれる供物を奉納し、御祭文が奏上されている。
勅使には、侍従や京都事務所長、掌典が遣わされるのが慣習であるが、皇族が遣わされることもある。